# Chiesa della Santissima Annunziata (Ceppaloni)
La chiesa della Santissima Annunziata è un edificio religioso risalente al XVI secolo sito in piazza Carmine Rossi in Ceppaloni capoluogo provincia di Benevento.
Intitolata alla Santissima Annunziata è attualmente una chiesa della parrocchia di San Nicola Vescovo in Ceppaloni arcidiocesi di Benevento.

## Storia
La chiesa è stata edificata nel 1507 con l'adiacente convento e fu realizzata ampliando notevolmente una chiesetta esistente almeno dal XV secolo sempre dedicata alla SS. Annunziata.
In origine fu tenuta dai francescani dell'Osservanza e nel 1629, passò ai Servi di Maria.
Chiuso il convento nel 1653 la chiesa fu affidata alla chiesa arcipretale di Ceppaloni sino al 1704, quando l'arcivescovo di Benevento, il card. Vincenzo Maria Orsini, poi papa con il nome di papa Benedetto XIII, la consegnò con l'intero complesso conventuale ai frati minori riformati della provincia di S. Angelo di Puglia.
Sino a quel momento nella chiesa oltre l'altar maggiore dedicato alla SS. Annunziata erano presenti solo gli altari di S. Antonio e della confraternita di S. Maria dei Martiri.
Tra il 1706 e il 1720 circa la chiesa fu sottoposta a lavori di ristrutturazione che interessarono gli interni senza modificare l'impianto esistente. A questo periodo è riconducibile l'attuale architettura in stile barocco e alcuni arredi.
La chiesa era di patronato dell'Universitas come ricordava l'iscrizione posta su una porta laterale della chiesa murata agli inizi del XVIII secolo. Sin dal Medioevo ad essa era annesso un ospitale sito nel borgo antico di Ceppaloni..
Dal 1902, essendo stato abbandonato il convento dai Frati Minori, la chiesa è nel possesso della chiesa parrocchiale di Ceppaloni. Circa la proprietà, la chiesa seguì le sorti dell'adiacente convento cui era annessa.
Nel 1960 la chiesa venne ristrutturata e furono eseguiti gli affreschi del soffitto ad opera del pittore Mario Pennino.

## Descrizione

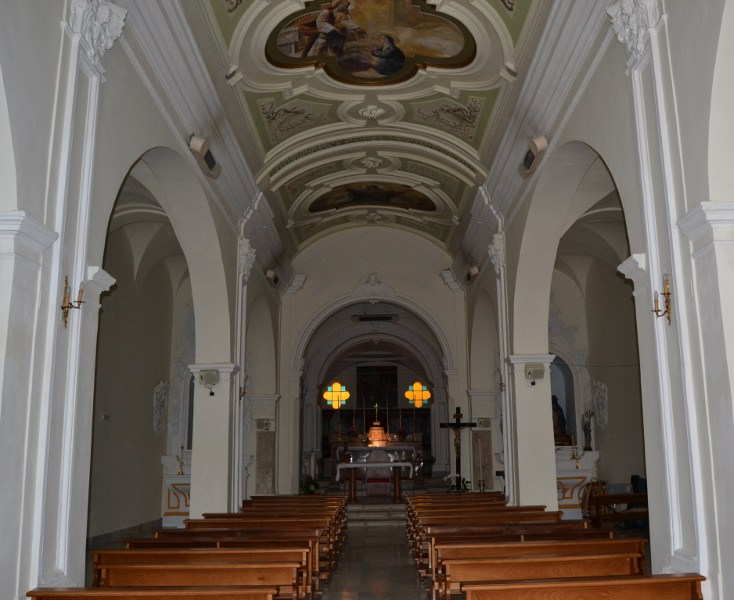
navata centrale

La chiesa è a tre navate, la centrale conclude in un altare sopraelevato da due scaloni, mentre le due laterali contengono numerose statue di molti santi.La facciata è di semplice fattura con un timpano e tre finestroni con portale centrale.
L'interno è a pianta trapezoidale con tre navate, separate da arcate a tutto sesto rette da pilastri in muratura ed è ricco di decorazioni a stucco settecentesche.

### Navata sinistra
- Primo altare: dedicato nel 1727 all'Immacolata Concezione e a San Bernardino, oggi vi è posta la statua di San Giuseppe. L'altare che era di patronato della famiglia Cristiani passò poi ai Parenti.
- Secondo altare: dedicato a S. Antonio, di cui è presente una scultura lignea di ignoto. Era l'altare di patronato dei feudatari pro-tempore che ne curavano la manutenzione.
- Terzo altare in fondo alla navata: dedicato a Sant'Anna, con la statua lignea della santa. Sulla parete di lato all'altare è posto lo stemma in stucco dipinto della famiglia Iannotti che ne aveva il patronato[7].

### Navata destra
- Primo altare: dedicato nel 1722 a San Pasquale di Baylon di cui è presente la statua lignea settecentesca di patronato della famiglia Troisi.
- Secondo altare: dedicato a S. Maria degli Angeli, S. Nicola, San Liborio e S. Francesco, di quest'ultimo vi è la statua lignea; di patronato della famiglia Sellitto i cui stemmi in stucco ornano le basi della cornice dell'altare.
- Terzo altare in fondo alla navata: dedicato a S. Francesco, conserva il settecentesco gruppo ligneo dell'Annunciazione. Sulla parete di lato all'altare è posto lo stemma in stucco dipinto della famiglia Sellitto che ne aveva il patronato[7].

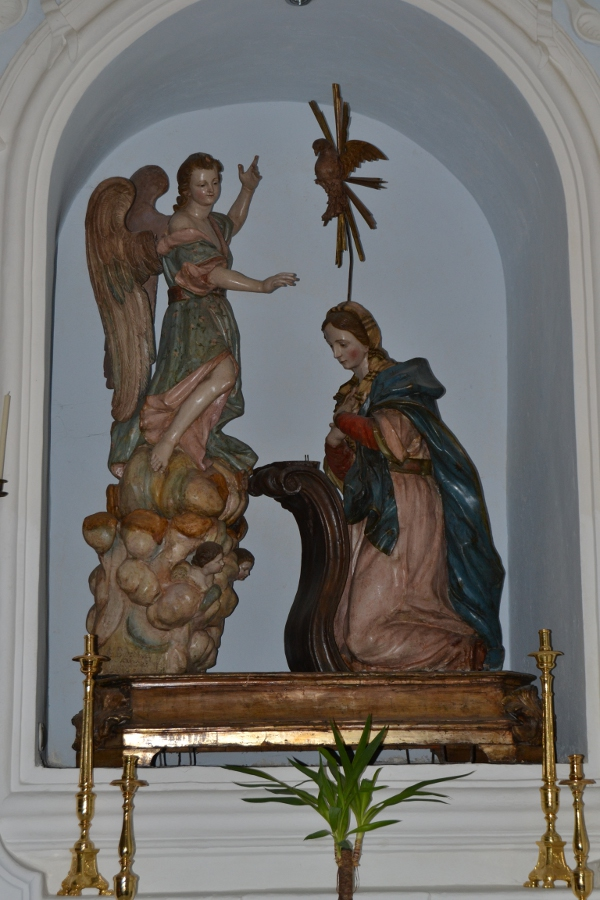
L'Annunciazione

### Presbiterio
Nel presbiterio vi è l'altare maggiore che fu interamente rifatto agli inizi del Settecento in marmo rosso di Vitulano e consacrato dal card. Orsini nel 1716. Sulle pareti laterali sono poste due tele di Alberto Sforza: S. Francesco ne il "Perdono di Assisi" e l'apparizione di Gesù Bambino a S. Antonio.

### Coro
Il coro ligneo composto da un unico ordine di stalli di uguali dimensioni si trova alle spalle dell'altare maggiore e occupa uno spazio rettangolare con la caratteristica architettura di ordine compositivo tipica dei cori delle chiese. Sulla parete in alto e al centro si trova un pregevole dipinto su tavola di autore ignoto raffigurante l'Annunciazione databile tra la fine del XV e gli inizi del XVI secolo.

### Cantoria
Al sopra dell'ingresso vi è la cantoria con balaustra in legno dorato datata al 1762, ove era posto un organo che andò distrutto nel 1919 a seguito di un nubrifragio

### Cappella della Confraternita di Sant'Antonio
Sul lato destro della chiesa era presente un tempo la cappella della Confraternita di Sant'Antonio con l'altare dedicato al Santo. La cappella era in comunicazione con la chiesa a mezzo di una porta che è stata murata nell'ultimo restauro della fine degli anni '80. Oggi nella ex cappella, già pertinenza dell'edificio di culto, è ubicata la biblioteca comunale.

## Convento della Santissima Annunziata

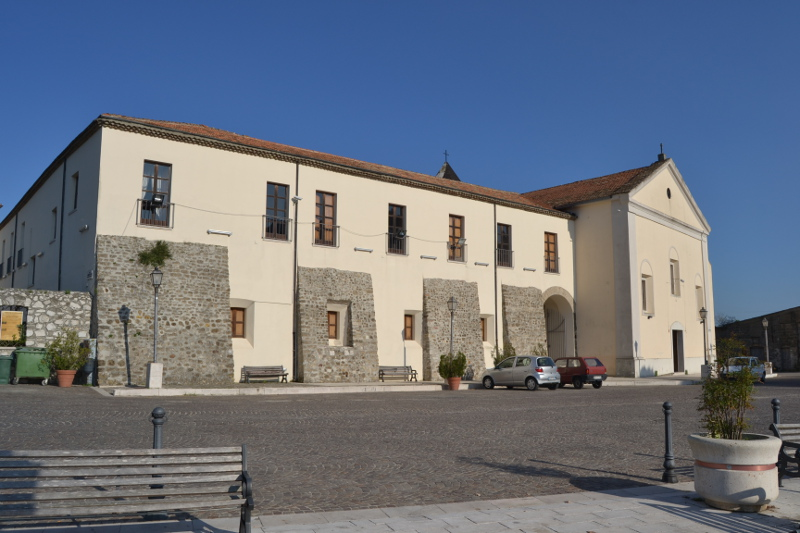
Convento e Chiesa SS. Annunziata

Edificato con la nuova chiesa nel 1507, l'edificio conventuale è a pianta quadrata costituito da quattro ali e da un chiostro al cui centro vi era un pozzo. Inizialmente fu in possesso dei frati Francescani dell'Osservanza dipendenti dal monastero di Santa Maria la Nova di Napoli che lo occuparono almeno sino al 1616. Il convento venne poi abbandonato per vari anni a causa dei danni provocati dalle avversità atmosferiche. Nel 1629 subentrarono i Servi di Maria che restarono in possesso del monastero fino al 1653 quando i piccoli conventi vennero soppressi su disposizione di papa Innocenzo X.
Nel 1704 il convento fu assegnato ai Frati minori riformati della provincia di Sant'Angelo di Puglia che lo ristrutturarono unitamente all'adiacente chiesa. Nel corso del XVIII secolo arrivò ad ospitare tra sacerdoti e fratelli laici circa venti religiosi e i padri francescani vi tennero lo studio di filosofia e sacra teologia.
Il convento fu chiuso nel 1810 durante il governo di Gioacchino Murat a seguito della soppressione degli ordini mendicanti, mentre la proprietà passo al Demanio Reale. Ritornati i Borboni sul trono, il convento fu riassegnato con decreto reale nel 1818 e restituito ai frati nel 1820.
Nel 1866 a seguito delle leggi eversive del neonato Regno d'Italia il convento venne soppresso, confiscato ed assegnato all'Amministrazione Fondo Culto. I frati continuarono ad officiare la chiesa fino al 1886. Nel 1902 il vicario generale dell'Ordine francescano padre Davide Fleming dispose per l'abbandono definitivo del convento stante l'impossibilità di costituirvi una comunità regolare.
Quanto alla proprietà, l'Ente Fondo Culto lo concesse su richiesta al Comune nel 1867 mentre l'orto annesso rimase in possesso del Demanio sino al 1888 quando fu venduto a privati. Nel 1885 la Confraternita di Sant'Antonio inizio un lungo contenzioso con il Fondo Culto sostenendo la proprietà del complesso della SS. Annunziata sin dal 1728. Nel 1898 il Tribunale diede ragione alla Confraternita ed estromise il Comune. Il contenzioso si concluse soltanto nel 1914 con una transazione che confermò la proprietà in capo alla Confraternita. Per tale motivo l'edificio fu anche impropriamente denominato convento di Sant'Antonio. Nel 1921 su iniziativa del parroco don Pietro Rossi, viene fondato l'asilo infantile "Duchessa d'Aosta" cui la Congrega di Sant'Antonio trasferisce i beni. L'asilo, che nel 1952 assunse la nuova denominazione di "Asilo infantile S. Antonio", ebbe vita travagliata e fu dato in gestione a vari ordini di suore, tra cui le Suore dell'Immacolata Concezione, tra il 1963 e il 1975, Successivamente a seguito della nuova normativa l'ex convento con l'annessa chiesa passò in proprietà al Comune. Nei locali del ex convento restaurato tra il 1986 e il 1990 su progetto dell'arch. Gianfranco Caniggia hanno ora sede gli uffici del municipio.